# Heptan
Heptan (nebo také n-heptan) je uhlovodík ze skupiny alkanů s přímým řetězcem a chemickým vzorcem H3C(CH2)5CH3 nebo C7H16. S jeho pomocí je definovaná stupnice, která určuje oktanové číslo paliva do spalovacích motorů.

## Izomery a enantiomery
Existuje devět izomerů heptanu, případně jedenáct počítaje v to i enantiomery chirálních sloučenin:
- Heptan (n-heptan), H3C–CH2–CH2–CH2–CH2–CH2–CH3 má přímý řetězec se sedmi atomy uhlíku
- 2-Methylhexan, H3C–CH(CH3)–CH2–CH2–CH2–CH3: přímý řetězec se šesti atomy uhlíku, ke druhému se váže methylová skupina
- 3-Methylhexan, H3C–CH2–C*H(CH3)–CH2–CH2–CH3 (chirální): řetězec se šesti atomy uhlíku, ke třetímu se váže methylová skupina
- 2,2-Dimethylpentan, (H3C)3C–CH2–CH2–CH3:

řetězec s pěti atomy uhlíku, ke druhému se vážou dvě methylové skupiny
- 2,3-Dimethylpentan, (H3C)2CH–C*H(CH3)–CH2–CH3 (chirální): řetězec s pěti atomy uhlíku, ke druhému a třetímu se vážou methylové skupiny
- 2,4-Dimethylpentan, (H3C)2CH–CH2–CH(CH3)2

řetězec s pěti atomy uhlíku, ke druhému a čtvrtému se vážou methylové skupiny
- 3,3-Dimethylpentan, H3C–CH2–C(CH3)2–CH2–CH3:

řetězec s pěti atomy uhlíku, ke třetímu se vážou dvě methylové skupiny
- 3-Ethylpentan, H3C–CH2–CH(CH2CH3)–CH2–CH3: řetězec s pěti atomy uhlíku, ke třetímu se váže ethylová skupina
- 2,2,3-Trimethylbutan, (H3C)3C–CH(CH3)2: řetězec se čtyřmi atomy uhlíku, ke druhému se vážou dvě methylové skupiny a ke třetímu jedna.

## Výskyt v přírodě
Heptan se přirozeně vyskytuje v pryskyřici stromů jako jedno z rozpouštědel. Velmi vysoký obsah heptanu v pryskyřici má např. Borovice Jeffreyova z níž byl v minulosti izolován pro stanovování oktanového čísla. Malé množství heptanu se vyskytuje např. v silici lípy malolisté.